# Stehlikiana crassa
Stehlikiana crassa är en insektsart som beskrevs av Walker 1851. Stehlikiana crassa ingår i släktet Stehlikiana och familjen dvärgstritar. Inga underarter finns listade i Catalogue of Life.